# 행렬 이론
이론물리학에서 행렬 이론(行列理論, 영어: M(atrix) theory)은 매우 큰 행렬들을 다루는 양자역학 모형이다. 이는 축소화시키지 않은 11차원 민코프스키 공간에서의 M이론의 비섭동적인 정의다.

## 역사와 어원
1996년에 토머스 뱅크스(영어: Thomas Banks)와 빌리 피스흘러르(네덜란드어: Willy Fischler), 스티븐 하트 솅커(영어: Stephen Hart Shenker)와 레너드 서스킨드가 발견하였다. 영어명인 영어: M(atrix)는 행렬을 뜻하는 영어: matrix 메이트릭스[*]의 머릿글자가 M이론과 같은 "M"임을 농으로 딴 것이다. 발견자들의 이름을 따 BFSS 행렬 이론(영어: BFSS matrix theory)이라고 하기도 한다.
민코프스키 공간에서의 M이론을 나타내는 BFSS 행렬 이론 뒤에, IIB종 초끈 이론을 나타내는 IKKT 행렬 이론이나, 평면파 배경에서의 M이론을 나타내는 BMN 행렬 이론 등이 발견되었다.

## 유도
IIA종 초끈 이론에서, 끈 결합 상수 {\displaystyle g_{\text{s}}}가 매우 작은 경우를 생각하자. 이 경우, 11번째 차원의 반지름이 {\displaystyle R=g_{\text{s}}{\sqrt {\alpha '}}}이 매우 크게 되므로, IIA종 초끈 이론은 11차원에 존재하는 M이론으로 다룰 수 있다.
이제, 11번째 차원으로 로런츠 변환을 취하자. 11번째 차원이 축소화되어 있으므로, 운동량의 11번째 차원의 크기는 {\displaystyle 1/R}의 단위로 양자화된다. 즉,
{\displaystyle p_{11}=N/R} ({\displaystyle N\in \mathbb {Z} })
이다. 이제, 다음과 같은 극한을 취하자.
{\displaystyle R\to \infty }
{\displaystyle N/R\to \infty }
이 극한에서 유한한 에너지를 가진 상태들은 N개의 D0-막과 여기에 붙은 바닥 상태 열린 끈 뿐이다. 이는 단순히 로런츠 변환을 한 것이므로, 11차원 M이론을 N개의 겹친 D0-막의 세계선 위에 존재하는 양자역학적 모형으로 나타낼 수 있다. 이를 행렬 이론이라고 한다.

## 정의
빛의 속력보다 매우 느린, N개의 겹친 D0-막의 해밀토니언은 다음과 같다.
{\displaystyle H=\operatorname {tr} \left({\frac {g_{\text{s}}\ell _{\text{s}}}{2}}\sum _{i=1}^{9}P_{i}P_{i}-\sum _{i,j=1}^{9}{\frac {1}{16\pi ^{2}g_{\text{s}}\ell _{\text{s}}^{5}}}[X^{i},X^{j}]^{2}-\sum _{i=1}^{9}{\frac {1}{4\pi \ell _{\text{s}}^{2}}}\lambda \Gamma ^{0}\Gamma ^{i}[X^{i},\lambda ]\right)}
여기서 {\displaystyle \ell _{\text{s}}={\sqrt {\alpha '}}}는 끈 길이이고, {\displaystyle g_{\text{s}}=\exp(\langle \Phi \rangle )}는 닫힌 끈 결합 상수다. D0-막의 정지 질량 항 {\displaystyle N/(g_{\text{s}}\ell _{\text{s}})}은 생략하였다.
여기서 {\displaystyle X^{i}}와 {\displaystyle P_{i}}, {\displaystyle \lambda ^{i}}는 각각 {\displaystyle N\times N} 에르미트 행렬이며, 다음과 같은 정준 교환 관계를 가진다.
{\displaystyle [(X^{i})^{a}{}_{b},(P_{j})^{c}{}_{d}]=i\delta _{j}^{i}\delta _{c}^{a}\delta _{d}^{b}}
{\displaystyle \lambda }는 {\displaystyle N\times N} 에르미트 행렬이며, 행렬의 각 성분은 마요라나-바일 스피너이다.
이를 M이론 변수들
{\displaystyle R=g_{\text{s}}\ell _{\text{s}}}
{\displaystyle \ell _{\text{p}}=g_{\text{s}}^{1/3}\ell _{\text{s}}}
로 쓰면 다음과 같다.
{\displaystyle H=R\operatorname {tr} \left({\frac {1}{2}}\sum _{i=1}^{9}P_{i}P_{i}-\sum _{i,j=1}^{9}{\frac {1}{16\pi ^{2}\ell _{\text{p}}^{6}}}[X^{i},X^{j}]^{2}-\sum _{i=1}^{9}{\frac {1}{4\pi \ell _{\text{p}}^{2}}}\lambda \Gamma ^{0}\Gamma ^{i}[X^{i},\lambda ]\right)}
이를 해밀토니언으로 가지는 양자역학계를 행렬 이론이라고 한다.